# ميخائيل (ملاك)
ميخائيل أو ميكائيل أو ميكال معناه (من مثل اللـه؟) وهذه العبارة قالها الملاك ميخائيل حينما حارب الشيطان الذي تكبر على العلي وقال في قلبه «أصعد إلى السموات أرفع كرسى فوق كواكب اللـه وأجلس على جبل الاجتماع في أقاصى الشمال، أصعد فوق مرتفعات السحاب، أصير مثل العلى» (أش 14 : 13 – 14).
التلمود التقليد جعل اسمه يعني من مثل ايل (الله)؟ كانت رسالة ميخائيل (رئيس الملائكة) هي الاهتمام بشعب اليهود (دا 1:12)

## رئيس الملائكة ميخائيل في المسيحية
هو رئيس الملائكة ميخائيل المذكور في (دانيال 13:10)، (دانيال 21:10)، (يهوذا 9:1)، (رؤ 7:12). وهو عموما يوصف بالقائد الميداني لجيش الله.
«وَأَمَّا مِيخَائِيلُ رَئِيسُ الْمَلاَئِكَةِ، فَلَمَّا خَاصَمَ إِبْلِيسَ مُحَاجًّا عَنْ جَسَدِ مُوسَى، لَمْ يَجْسُرْ أَنْ يُورِدَ حُكْمَ افْتِرَاءٍ، بَلْ قَالَ: «لِيَنْتَهِرْكَ الرَّبُّ!».» (يهوذا 9:1)
رئيس الملائكة ميخائيل له مكانة خاصة في المسيحية وتحتفل الكنيسة القبطية بإقامة تذكاراً لرئيس الملائكة ميخائيل في اليوم الثاني عشر من كل شهر مصري وتؤمن الكنيسة الأرثوذكسية برئاسة الملاك ميخائيل لجميع طغمات الملائكة وأنه ملاك القيامة الذي بشر النسوة حاملات الطيب قائلاً لهن المسيح قام من الأموات.

## الملائكة في المسيحية
كلمة «ملاك» تعني «رسول». وللملائكة أجساداً لطيفة من النار أو الهواء (دانيال 7,6:10؛ متى 3:28؛ مرقس 5:16؛ لوقا 4:24؛ أعمال الرسل 10:1؛ 7:12؛ سفر الرؤيا 1:10). والملائكة أكثر اقتداراً وقوة وسرعة ونشاطاً من الإنسان، وهم أقدر معرفة على معرفة الأشياء، وأسرع إلى الوصول إلى حقائق الأمور من الإنسان.
خلقهم الله قبل خلقة الإنسان في اليوم الأول (حيث خلق الله النور والملائكة من نور). وقد سقط بعضهم بخطيئة التكبر وأصبحوا شياطين، ومنهم الرئيس «لوسيفر» زهرة بنت الصبح.

### طبقات الملائكة
الملائكة في المسيحية ثلاث طبقات:
الأولى: السرافيم – الشاروبيم – العروش
الثانية: القوات – السلاطين – السيادات
الثالثة: الرياسات – رؤساء الملائكة – الملائكة 
الملاك ميخائيل في المسيحية هو الأول في رؤساء الملائكة السبعة: ميخائيل وجبرائيل ورافائيل (ذكروا في الكتاب المقدس) وسوريال وصداقيال وسراتيال وأنانيال (أشار إليهم التقليد الكنسي في الكتب الطقسية).

## معرض الصور

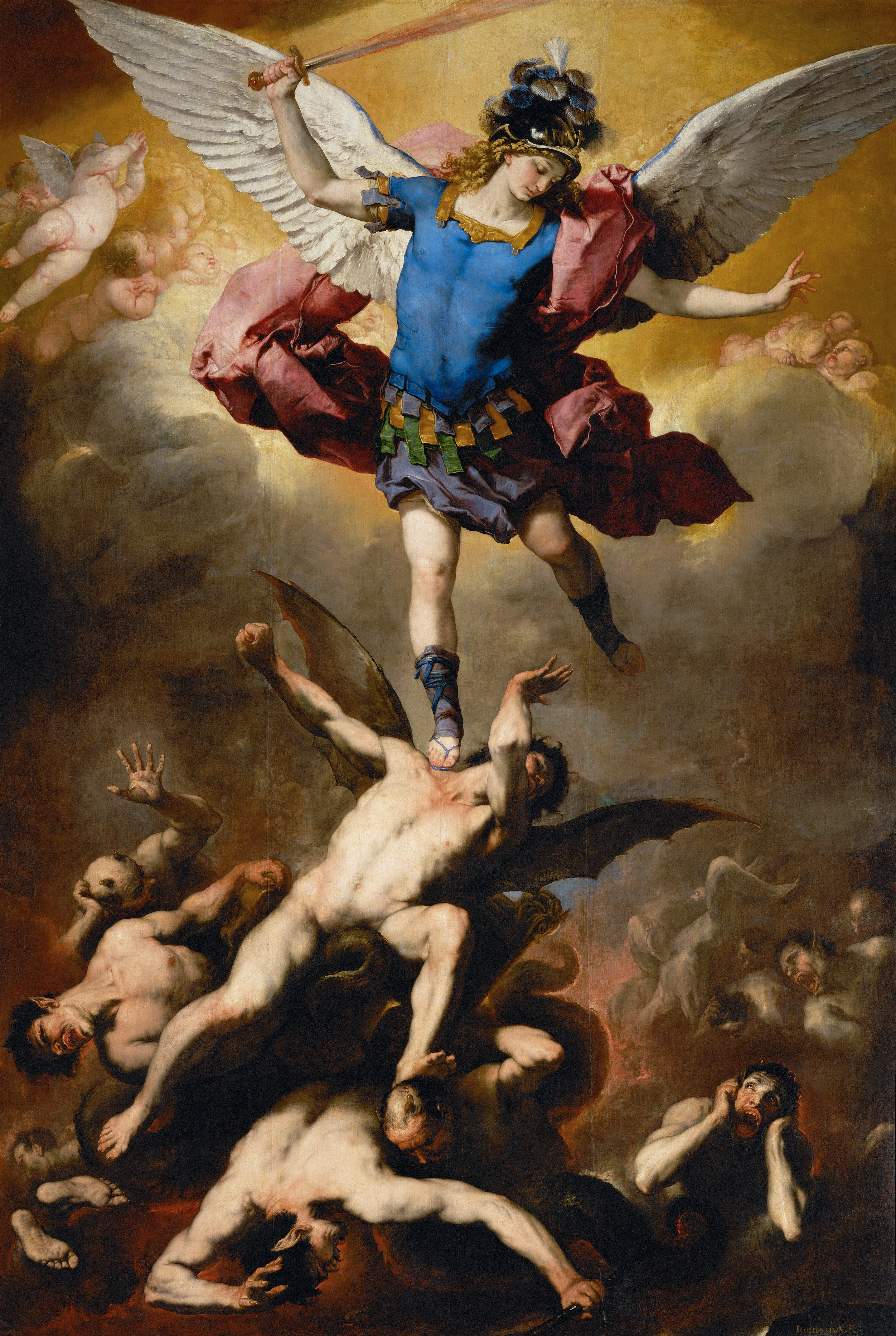
القديس ميخائيل في سقوط الملائكة المتمردين للوكا جيوردانو

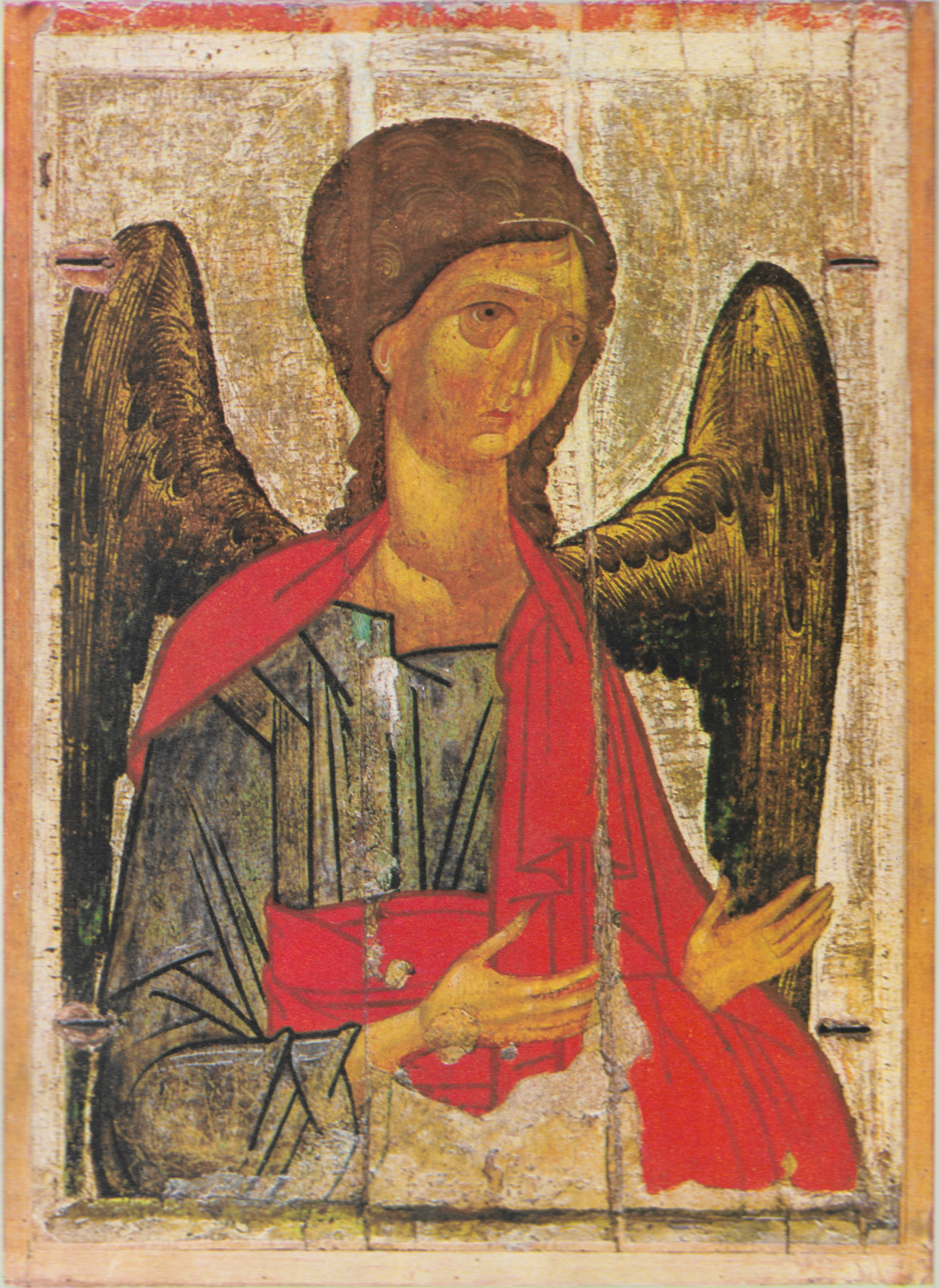
أيقونة الملاك ميخائيل حسب المدرسة الروسية الأرثوذكسية
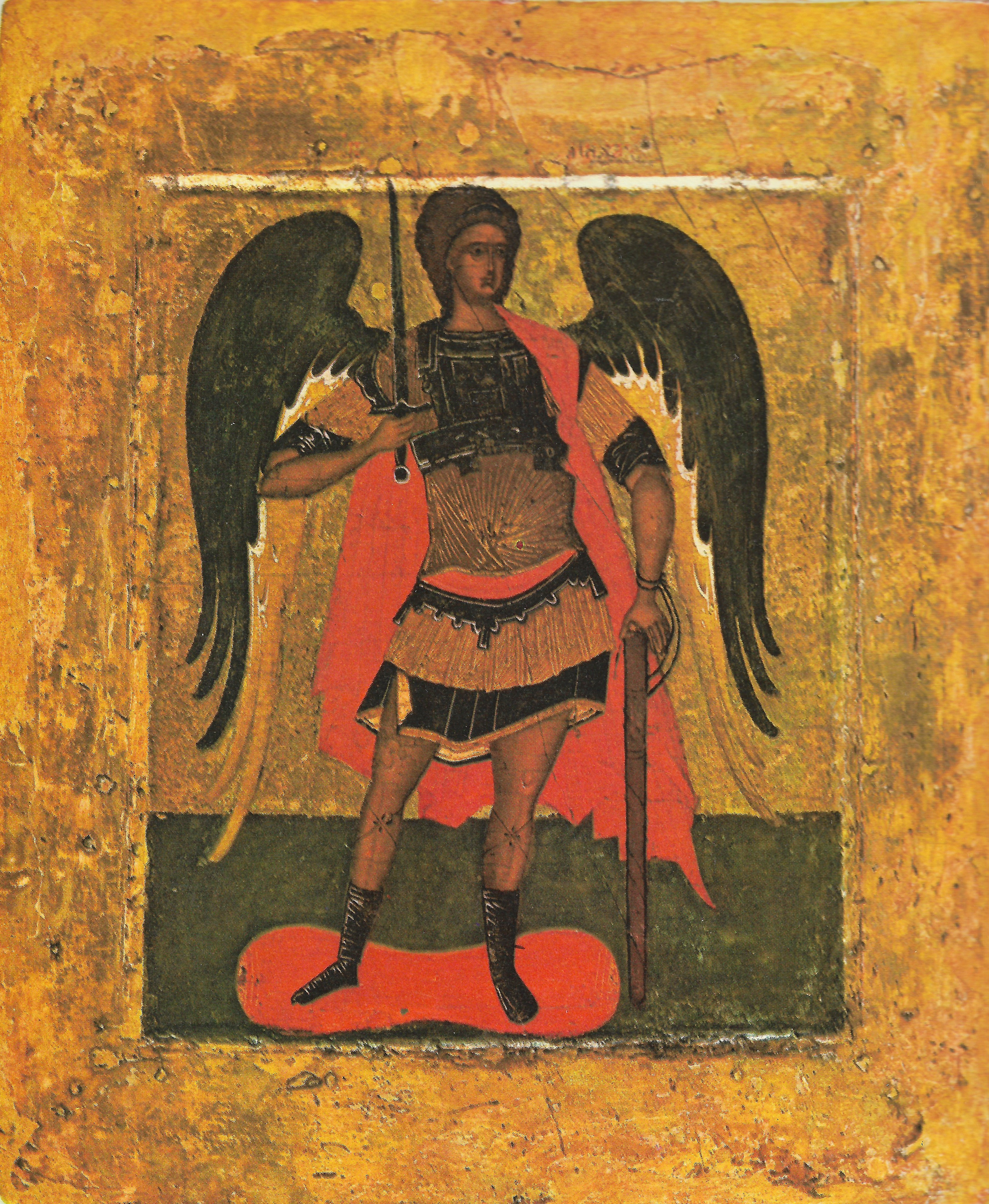
أيقونة روسية أرثوذكسية تظهر الملاك ميخائيل كاملاً
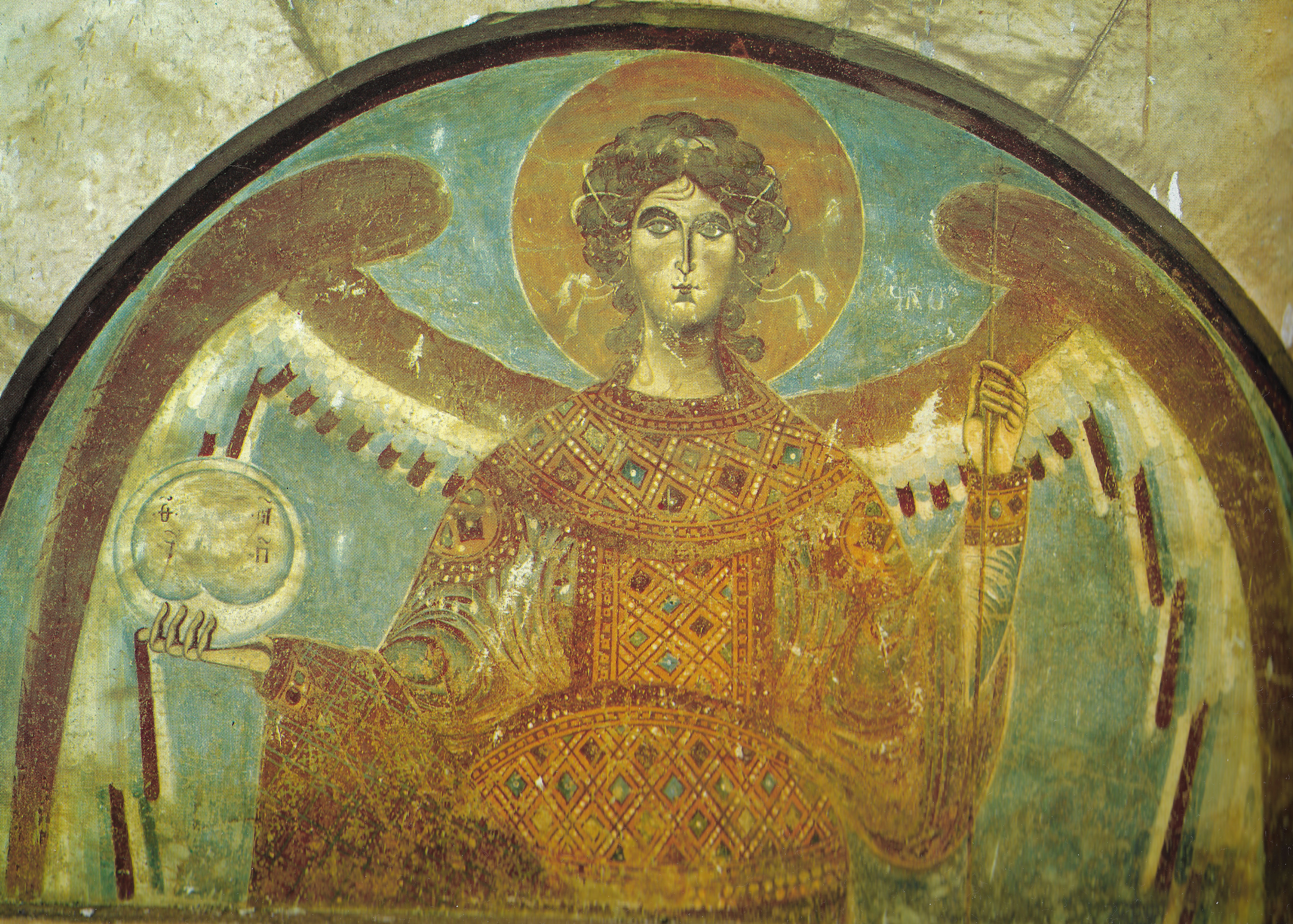
أيقونة للملاك مخائيل بالتصوير الجصي على الطراز البيزنطي في دير في مدينة كابوا في ايطاليا
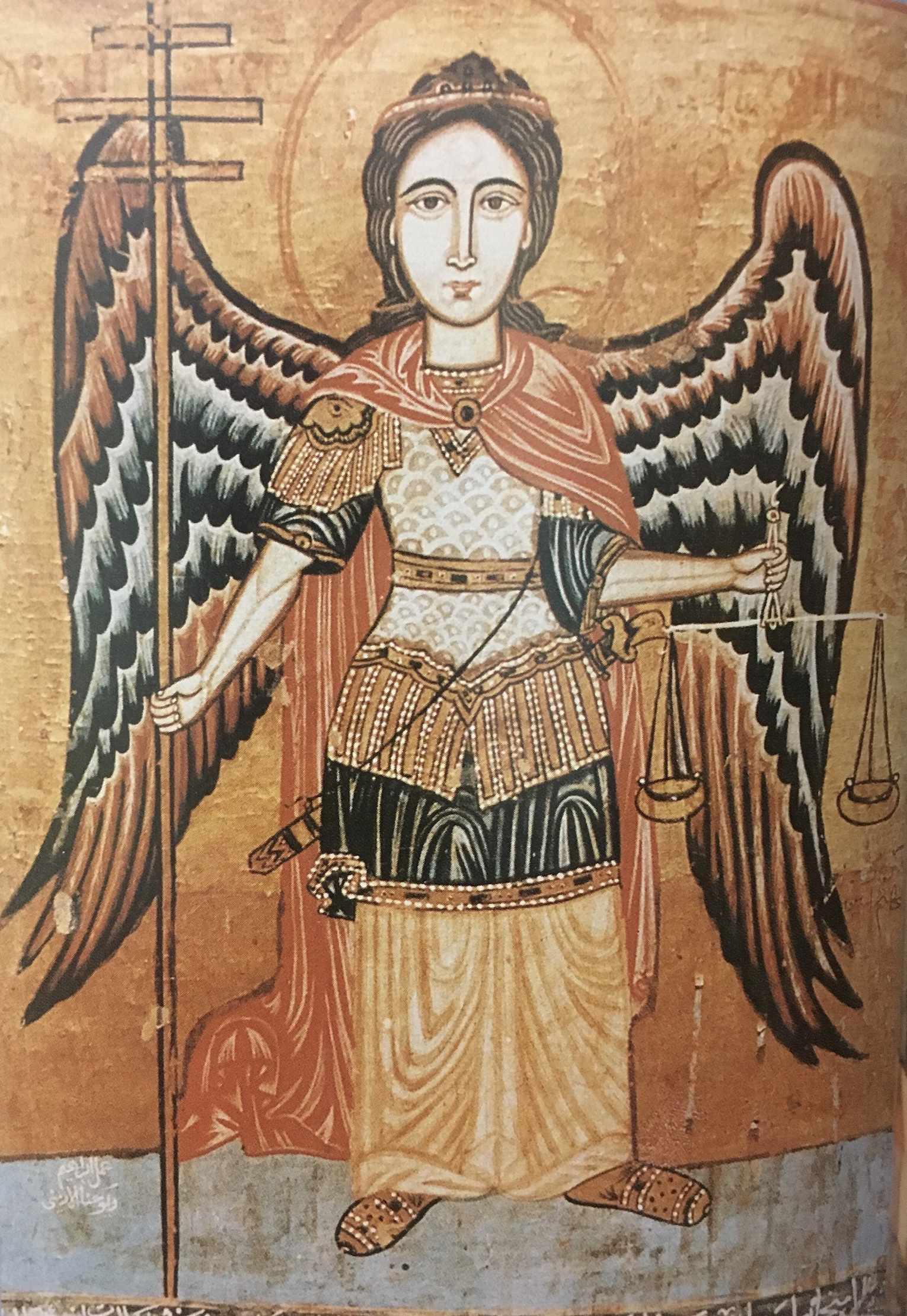
أيقونة قبطية للملاك ميخائيل

- جاليري الملاك ميخائيل